# Blues Blasters

The Blues Blasters es el nombre de una banda de blues sevillana-onubense, surgida en 1996 de los restos de Caledonia Blues Band, el más importante de los grupos de blues y r&b andaluces. Inicialmente adoptó el nombre de Blues Machine , nombre con el que editaron su primer disco, pero tras un cambio de formación, se rebautizaron definitivamente como Blasters.

## Orígenes
En junio de 1996, apenas dos meses después de la disolución de la banda española de blues por excelencia, Caledonia Blues Band, dos de sus miembros, Mingo Balaguer (armónica) y Quique Bonal (guitarra), deciden poner en marcha un nuevo proyecto bajo la denominación de Blues Machine. El grupo lo completan el vocalista J.M.Morueta, Alberto Miras (piano y órgano), Fernando Torres (Bajo) y el joven batería onubense, José Mena.
La puesta de largo de la banda, tras una temporada de garitos en la zona de Sevilla y Huelva, tendrá lugar en Marbella, en julio de 1977, cuando telonean al gran B.B. King en una Plaza de toros repleta y, unos días más tarde, en Reus, compartiendo escenario con Mick Taylor.
El estilo de la banda es abierto, con toques de blues de Texas y de Chicago, pero claramente enfocado hacia un estilo Costa Oeste (West Coast blues), repleto de swing.
Con estas mimbres, se graba una maqueta de tres temas, entre los que están Sinister woman, de Rod Piazza, y Knocking back on your door, el clásico de Kim Wilson. La maqueta tiene una muy buena recepción por parte de los medios (La revista Ritmo y Blues, la califica como los mejores doce minutos del blues nacional de todos los tiempos). El grupo envía la maqueta a la discográfica Big Bang, que había editado los últimos discos de Caledonia Blues Band, y ésta ficha a la banda de inmediato.
Big Bang edita un recopilatorio de blues andaluz (The Southern Flood), en la primavera de 1997, en el que se incluyen los dos temas antes citados de la maqueta previa. En junio de 1997, en Punta Paloma (Cádiz), se graba el primer CD de la banda, producido por José María Sagrista. y con el refuerzo de metales en algunos temas. El disco se publica unos meses después con el nombre de Here we are!.

## Segunda época
A mediados del año 2001, la banda se reorganiza, incorporándose a la misma el cantante australiano Brent Larkham y el batería Xavi Reija. También se modifica el nombre, y el grupo pasa a llamarse The Blues Blasters.
Con esta denominación, vualven a grabar con la discográfica Big Bang, esta vez con una selección de temas propios que se publican bajo el título de Keep the blues alive! (Big Bang, 2002), y que vuelve a tener una cálida acogida por parte de los medios especializados.
La banda desarrolla una larga gira de presentación, que les lleva, incluso, a los EE. UU.: Ocho conciertos en teatros y grandes festivales de blues, en Washington D. C., Baltimore, Virginia y Maryland, con críticas muy favorables de los medios y buena respuesta de público.
A finales de 2003, tras la desaparición del sello Big Bang, la banda comienza a reducir su tren de actividad y, finalmente, se disuelve en 2004.

## Discografía
- The Southern Flood (Recopilatorio) (Big Bang, 1997)
- Here we are! (Big Bang, 1997) - con el nombre de The Blues Machine -
- Keep the blues alive! (Big Bang, 2002)